# ديدييه غارسيا
ديدييه غارسيا (بالفرنسية: Didier Garcia)‏ هو دراج فرنسي، ولد في 23 مايو 1964 في لو بلانك ميسنيل في فرنسا.

## وصلات خارجية
- ديدييه غارسيا على موقع أرشيف الدراجات (الإنجليزية)
- ديدييه غارسيا على موقع إحصائيات الدراجات الإحترافية (الإنجليزية)
- ديدييه غارسيا على موقع أوليمبيديا (الإنجليزية)